# Emmerson Boyce
Emmerson Orlando Boyce (Aylesbury, Inglaterra, 24 de septiembre de 1979) es un exfutbolista británico nacionalizado barbadense que jugaba de defensa.

## Clubes
| Club                 | País       | Año       |
| -------------------- | ---------- | --------- |
| Luton Town F. C.     | Inglaterra | 1998-2004 |
| Crystal Palace F. C. | Inglaterra | 2004-2006 |
| Wigan Athletic F. C. | Inglaterra | 2006-2015 |
| Blackpool F. C.      | Inglaterra | 2015-2016 |

## Palmarés

### Campeonatos nacionales
| Título | Club                 | País       | Año     |
| ------ | -------------------- | ---------- | ------- |
| FA Cup | Wigan Athletic F. C. | Inglaterra | 2012-13 |